# Itzhak Shum
Itzhak Shum (hébreu : יצחק שום) né le 1er septembre 1948 à Kichinev est un footballeur israélien. Il s'est depuis reconverti en entraîneur.

## Biographie
Il a joué 76 fois pour l'équipe d'Israël et a participé à la coupe du monde 1970 ainsi qu'aux Jeux olympiques de 1968 et de 1976.
En 2002-2003, Shum est devenu entraîneur du Maccabi Haïfa en remplacement du prochain entraîneur de l'équipe nationale Avraham Grant. Avec lui, Haïfa est devenu la première équipe israélienne à participer à la phase de groupe de la Ligue des champions. Il a également perdu de peu le championnat israélien aux dépens du Maccabi Tel-Aviv à la différence de buts. À la fin de la saison, il est parti en Grèce.
C'est l'un des meilleurs entraîneurs israéliens à avoir managé à l'étranger, en conduisant notamment le Panathinaïkos au doublé en 2004, ce qui était la première fois depuis 1996 que le Panathinaikos gagné le championnat grec et la première fois depuis 1995 en ce qui concerne la Coupe de Grèce. Malheureusement pour lui, Shum a dû quitter prématurément le club dès le début de la saison suivante.
Shum a également entraîné, avec moins de succès, le Litex Lovech et l'Alania Vladikavkaz. Shum a également remporté des succès dans son pays natal. Lors de la saison 2002/03, Shum est rentré dans l'Histoire en entraînant le Maccabi Haifa, première équipe israélienne atteindre la phase de poules de la Ligue des champions. Dans cette phase de groupe, l'équipe a tout de même battu l'Olympiakos Le Pirée et Manchester United, équipes présumées plus fortes. Haïfa termina à la troisième place du groupe avec 7 points, ce qui reversa le Maccabi Haifa en Coupe de l'UEFA.
Shum a récemment été l'entraîneur de l'Hapoël Tel Aviv, en remplacement du nouvel entraîneur de l'équipe nationale Dror Kashtan. Il a conduit l'Hapoël en 32e-de-finales de la Coupe de l'UEFA 2002-2003 après avoir battu l'équipe ukrainienne des Chernomorets Odessa 4 à 1 sur les deux matches au premier tour, et progressé à la seconde  place du groupe.
En juillet 2017, il rachète le club de l'Hapoel Kfar Sabah.